# バレンタインデー (2010年の映画)
『バレンタインデー』（Valentine's Day）は、2010年のアメリカ合衆国のロマンティック・コメディ映画。ゲイリー・マーシャル監督による群像劇。ロサンゼルスに住む10組の男女の、それぞれのバレンタインデーを描いている。

## ストーリー
花屋を営む男リードは、同棲中の恋人モーリーに朝一番でプロポーズをする。しかし、笑顔で婚約指輪を受け取ったモーリーだったが、彼が出かけた後に部屋の荷物をまとめ始める。
飛行機でたまたま隣り合わせたホールデンとケイト。男は洗練された物腰が魅力的な30代。女は11ヶ月ぶりに一晩だけ、ロサンゼルスでの滞在許可が出た軍人。会話を交わすうちに意気投合する二人だったが、共に目的地には意外な相手が待っている。
理想の男性ハリソンと出会い、幸せいっぱいの小学校教師ジュリア。しかし仕事で出張に行くというハリソンは、空港ではないある別の場所へと向かっていた。
結婚五十年を過ぎても変わらぬ愛を誓い合うエドガーとエステルの老夫婦。だが、よりによってこの日、妻は夫に重大な告白を始める。
有名アメフト選手ショーンのマネージャーを務めるカーラは、今年も主催予定の“バレンタインデーなんか大嫌いだパーティ”の参加者が、いまだゼロと知り自暴自棄になる。そんな彼女に取材目的で近づいたスポーツキャスターのケルヴィンだったが、彼女がバレンタインデーを嫌う理由を知る。
グレースとアレックスは高校生のカップル。二人はバレンタインデーに初体験を済ませようと計画している。彼女の実家の彼女の部屋で、ひとり初体験を盛り上げる演出を準備するアレックスだったが、そのとき突然彼女の母親が帰宅する。
母親と久しく離れ離れになっている小学生のエディソン。通学する小学校の女教師に恋をした彼は、バレンタインデーの昼休みに、学校まで花束を届けてもらおうとする。
初めて一夜を共にしたばかりのジェイソンとリズ。バレンタインのディナーを約束する二人だったが、彼女のほうには彼に伝えていないある秘密があった。

## キャスト
※括弧内は日本語吹替
- モーリー・クラークソン: ジェシカ・アルバ（東條加那子） - リードの恋人。
- スーザン・モラレス: キャシー・ベイツ（斉藤貴美子） - テレビ局スタッフ。
- カーラ・モナハン: ジェシカ・ビール（本田貴子） - ショーンのパブリシスト。
- ホールデン・ウィルソン: ブラッドリー・クーパー（宮内敦士） - 飛行機の乗客。
- ショーン・ジャクソン: エリック・デイン（藤真秀） - NFL選手。
- ハリソン・コープランド: パトリック・デンプシー（田中完） - 医者。
- エドガー・パディントン: ヘクター・エリゾンド（高桑満） - エステルの夫。
- ケルヴィン・ムーア: ジェイミー・フォックス（世古陽丸） - スポーツキャスター。
- ジュリア・フィッツパトリック: ジェニファー・ガーナー（園崎未恵） - 小学校教師。
- ジェイソン・モリス: トファー・グレイス（杉山大） - 郵便係。
- リズ・カラン: アン・ハサウェイ（小松由佳） - 秘書。
- アレックス・フランクリン: カーター・ジェンキンス - 高校生。
- リード・ベネット: アシュトン・カッチャー（花輪英司） - 花屋のオーナー。
- ポーラ・トーマス: クィーン・ラティファ（喜田あゆ美） - リズの上司。
- ウィリー・ハリントン: テイラー・ロートナー（相原嵩明） - 高校生。
- アルフォンソ・ロドリゲス: ジョージ・ロペス（中村浩太郎） - 花屋の従業員。
- エステル・パディントン: シャーリー・マクレーン（沢田敏子） - エドガーの妻。
- グレース・スマート: エマ・ロバーツ（豊口めぐみ） - 高校生、エディソンの子守。
- ケイト・ヘイゼルタイン: ジュリア・ロバーツ（田中敦子） - 飛行機の乗客、軍人。
- エディソン: ブライス・ロビンソン - 小学生。
- フェリシア・ミラー: テイラー・スウィフト（嶋村侑） - 高校生。
- グレッグ・ギルキンス: マシュー・ウォーカー - リポーター。
- パメラ・コープランド: キャサリン・ラ・ナサ - ハリソンの妻。
- レイニー: ミーガン・スリ - 小学生。
- ロミオ・ミッドナイト: ポール・ウィリアムズ - ラジオDJ。

日本語吹替その他：尾崎未來、川野剛稔、田坂浩樹、橘凜、石川綾乃、岐部公好、関山美沙紀、青木強
日本語版制作スタッフ 演出：羽田野千賀子、翻訳：藤澤睦実、制作：HALF H・P STUDIO

## サウンドトラック
1. テイラー・スウィフト「トゥデイ・ワズ・ア・フェアリーテール（英語版）」
2. マイケル・フランティ&スピアヘッド「セイ・ヘイ(アイ・ラヴ・ユー)」
3. ジュールズ・ホランド&ジャミロクワイ「アイム・イン・ザ・ムード・フォー・ラヴ」
4. ウィリー・ネルソン「君住む街で」
5. サウサリート・フォックスロット「エヴリデイ」
6. ジュエル「ステイ・ヒア・フォーエヴァー（英語版）」
7. ベン・E・キング「アモーレ」
8. エイミー・ワインハウス「キューピッドよ、あの子をねらえ」
9. マルーン5「今宵の君は」
10. ジョス・ストーン「4 アンド 20」
11. ダイアン・バーチ「ヴァレンティノ」
12. ナット・キング・コール「テ・キエロ・ディヒステ」
13. テイラー・スウィフト「ジャンプ・ゼン・フォール」
14. ブラック・ゴールド「シャイン」
15. スティール・マグノリアス「キープ・オン・ラヴィン・ユー（英語版）」
16. レイトン・ミースター feat.ロビン・シック「サムバディ・トゥ・ラヴ」
17. ザ・バード・アンド・ザ・ビー「朝からゴキゲン」
18. アンジュ・ラマプリヤン「涙をとどけて（英語版）」

「トゥデイ・ワズ・ア・フェアリーテール」のみ、本作のために書き下ろした新曲。この曲はiTunes配信シングルとしてリリースされたため、CD化されているのは本サウンドトラックのみである。

## 評価
批評家のレビュー集積サイトRotten Tomatoesによれば、批評家の一致した見解は「喜んでもらいたくてたまらなく、スターでいっぱいの『バレンタインデー』は、取り乱した、エピソード的なプロット、そしてたくさんのロマコメのクリシェで、その可能性を無駄にしている」であり、190件のレビューで支持率18%、平均点は10点満点で4点となっている。Metacriticによれば、33件のレビューのうち、高評価は4件、賛否混在は14件、低評価は15件で、平均点は100点満点で34点となっている。

### 興行収入
北米では3665館で公開され、5626万ドルとなり、初登場1位を記録。公開3週目で1億ドルを突破。
日本では初登場4位だった。

## 逸話
- 本作において、グレッグ役のマシュー・ウォーカーはメインキャスト扱いではなく、出演シーンはそう多くは無いが、DVD&Blu-rayに収録されている未公開シーンから、実際には数多くの撮影をしていたことが分かる。
- テイラー・スウィフトとテイラー・ロートナーは、本作の共演がきっかけで交際することとなるが、わずか3ヶ月で破局し、友達の関係に戻っている。